# Kateřina Jindřiška Bourbonská
Kateřina Jindřiška Bourbonská (11. listopadu 1596 – 20. června 1663) byla nelegitimní dcera krále Jindřicha IV. Francouzského a jeho dlouholeté maîtresse en titre Gabrielle d'Estrées. Za legitimní byla prohlášena 17. listopadu 1596 v opatství St. Ouen v Rouenu a provdána do knížecího rodu Guisů.

## Potomstvo
- Karel III. Elbeufský (1620 – 4. května 1692)
- Jindřich (1622 – 3. dubna 1648) se nikdy neoženil; opat z Hombieres.
- František Ludvík, hrabě z Harcourtu (1623–27. června 1694), ženatý a měl potomka.
- František Marie, kníže z Lillebonne (4. dubna 1624 – 19. ledna 1694); ženatý a měl potomka.
- Kateřina (1626–1645)
- Marie Markéta (1629 – 7. srpna 1679) známá jako Mademoiselle d'Elboeuf; zemřel svobodný a bezdětný